# Зауральский пенеплен
Зауральский пенеплен — холмистая равнина, расположена на месте древних хребтов восточной части Урала.

## Формирование
Впервые как геоморфологический район Зауральский пенеплен был выделен Крашенинниковым И. М. Он отметил связь почти равнинного рельефа, сформировавшегося вследствие неотектонического поднятия, с палеозойскими породами. Период формирования пенеплена от Юрского периода приблизительно 155 миллионов лет назад до олигоцена приблизительно 40 млн лет назад. В этот период кристаллические породы под влиянием механического и химического воздействия воды, воздуха и живых организмов, превращались в глинистую массу, образую тектоническую кору выветривания. В последующий период коры выветривания полностью размывались из-за талых вод от ледникового покрова или перекрывались новыми слоями моренных отложений.

## География

### Расположение
Ширина в северной части холмистой равнины составляет 50 км, на юге она доходит до 150 км. Западная граница пенеплена находится у города Миасса, восточная проходит через сёла Багаряк, Большой Куяш, восточную окраину Челябинска, город Южноуральск, посёлок Белоключевка, село Великопетровка, посёлок Новокатенино и дальше уходит к югу на территорию Казахстана.

### Области
- Зауральский пенеплен
- Приподнятый Зауральский пенеплен
- Отпрепарированная часть Зауральского пенеплена

### Высоты
Высотные отметки довольно плавно понижаются с северо-северо-запада на юго-юго-восток от 400—450 до 200—190 метров. Наибольшими вершинами зауральского пенеплена являются горы Магнитная (616 метров) и Куйбас (575,3 метра).

### Гидрография
Довольно широкие речные долины до 1 — 1,5 км, с вогнутыми и пологими склонами в основном окаймлены небольшими скалами высотой до 5-7 метров, а в некоторых областях берега нередко скалистые, высотой до 15 метров. Переходы от водораздельных пространств к речным долинам выражены нечетко, заняты пологими, слабовыпуклыми склонами. Русла рек интенсивно меандрируют.